# Jurij Sewastjanow
Jurij Wołodymyrowycz Sewastjanow, ukr. Юрій Володимирович Севастьянов (ur. 7 listopada 1961 w ZSRR, zm. 20 sierpnia 2020 w Ługańsku – ukraiński polityk, przedsiębiorca i działacz sportowy, trener piłkarski.

## Życiorys
W 1984 ukończył studia w Państwowym Instytucie Pedagogicznym w Lipiecku. Otrzymał tytuł nauczyciela w.f. W 1991 rozpoczął pracę trenerską pomagając trenować odrodzony klub Dynamo Ługańsk. W 1994 został zaproszony do sztabu szkoleniowego Zorii Ługańsk. Od czerwca 2002 do lipca 2005 pracował na stanowisku prezesa ługańskiego klubu, a 26 września 2003 kierował drużyną jako pełniący obowiązki głównego trenera. Od lipca 2005 do maja 2006 pracował na stanowisku wiceprezesa Zorii.
Należał do Partii Regionów. Kierował urzędem celnym w Ługańsku.